# Цитогенетика
Цитогенетика (від грец. κύτος — клітина та genesis — виникнення) — наука, що вивчає будову і функціювання хромосом, які забезпечують процес спадковості, розглядає явища спадковості на клітинному рівні. Основний предмет досліджень цитологій це хромосоми, їх морфологія, структурна і хімічна організація, функції і поведінка в клітках, що діляться і не діляться. Завданням цитогенетичного аналізу є виявлення патологічного каріотипу.
Цитогенетика користується методами генетики і цитології і тісно пов'язана з розділами цих наук. Підрозділяється цитологія на загальну, що вивчає загальні клітинні основи спадковості, і цитогенетику рослин, тварин, людини. 
Ця наука бере початок з 1956 року, коли було доведено, що в людських клітинах (крім статевих) міститься 46 хромосом. 